# Emily Deschanelová
Emily Erin Deschanelová (nepřechýleně Deschanel; * 11. října 1976, Los Angeles, Kalifornie, USA) je americká herečka, nejznámější díky své roli Dr. Temperance Brennanové v seriálu Sběratelé kostí.

## Život
Emily se narodila v Los Angeles v Kalifornii. Je dcera amerického kameramana nominovaného na cenu Oscara Calebu Deschanelovi a herečky Mary Jo Weir. Její mladší sestra Zooey Deschanelová je hvězdou seriálu Nová holka. Má francouzské a irské předky, v dětství byla často u Lyonu ve Francii, kde má stále příbuzné.
Navštěvovala Harvard-Westlake School a Crossroads School v Los Angeles. Poté odmaturovala na Bostonské univerzitě – konkrétně absolvovala program tréninku profesionálního herectví. Studium ukončila s titulem bakalář divadelního umění.
Emily je vegankou.

## Kariéra
Svůj herecký debut učinila ve filmu Může to potkat i vás s Nicolasem Cagem a Bridget Fondovou. Její další významnou rolí byla role ve filmu Dům v růžích natočeného podle románu Stephena Kinga. Často hostovala v seriálech a ve filmech jako Zákon a pořádek: Útvar pro zvláštní oběti nebo Spider-Man 2.
V roce 2005 získala roli Doktorky Temperance Brennan v seriálu stanice FOX Sběratelé kostí, jejíž postava je založená na životě skutečné forenzní antropoložky Kathy Reichs. Za roli získala nominace na Satellite Award a Teen Choice Award

## Osobní život
25. září 2010 se provdala za herce a scenáristu Davida Hornsbyho. Ve středu 21. září 2011 se jim narodil syn, kterému dali jméno Henry Lamar Hornsby. 5. prosince 2014 oznámila, že čeká druhé dítě. 8. června 2015 se jim narodil druhý syn Calvin Hornsby.

## Filmografie
| Rok        | Film/seriál                               | Role                                   | Poznámky |
| ---------- | ----------------------------------------- | -------------------------------------- | --- |
| 1994       | Může se to stát i vám                     | aktivistka                             | |
| 2000       | It's a Shame About Ray                    | Maggie                                 | |
| 2001       | The Heart Department                      | Maude Allyn                            | |
| 2002       | Dům v růžích                              | Pam Asbury                             | podle knihy Stephena Kinga |
| 2002       | Providence                                | Annie Frank                            | díl: „Cloak & Dagger“ a „The Elevent Hour“ |
| 2002       | Zákon a pořádek: Útvar pro zvláštní oběti | Cassie Germaine                        | díl: „Sledování“ |
| 2003       | Návrat do Cold Mountain                   | paní Morganová                         | |
| 2003       | Easy                                      | Laura                                  | |
| 2004       | Drzá Jordan                               | Michelle                               | díl: „All the News Fit to Print“ |
| 2004       | Old Tricks                                | těhotná žena                           | |
| 2004       | Spider-Man 2                              | Recepční                               | |
| 2004       | Pevnost Alamo                             | Rosanna Travis                         | |
| 2005       | Boogeyman                                 | Kate Houghton                          | |
| 2005       | Mute                                      | Claire                                 | |
| 2005       | That Night                                | Annie                                  | |
| 2005–2017  | Sběratelé kostí                           | Dr. Temperance Brennanová              | hlavní role, 245 dílů Nominace – Satellite Award v kategorii Nejlepší seriálová herečka – drama (2006) Nominace – Teen Choice Award v kategorii nejoblíbenější seriálová herečka – drama (2007) Nominace – People's Choice Award v kategorii nejoblíbenější herečka v seriálu – drama (2011–12) a nejoblíbenější TV duo (sdíleno s Davidem Boreanazem) (2015) a nejoblíbenější herečka v seriálu – krimi (2015–2016) |
| 2006       | Cesta za vítězstvím                       | Mary Haskins                           | |
| 2009       | Je to i můj život                         | Dr. Farquadová                         | |
| 2009       | Tit for Tat                               | Emily                                  | |
| 2010       | Cleveland show                            | Julia Roberts (hlas)                   | díl: „Hot Cocoa Bang“ |
| 2011       | The Perfect Family                        | Shannon Cleary                         | |
| 2014       | Unity                                     | Vypravěč                               | Dokument |
| 2014, 2019 | Drunk History                             | Babe Didrikson Zaharias/Marina Raskova | díly: „Sports Heroes“ a „Behind Enemy Lines“ |
| 2015       | Ospalá díra                               | Temperance Brennan                     | díl: „Dead Men Tell No Tales“ |
| 2016       | BoJack Horseman                           | Bones (hlas)                           | díl: „Love And/Or Marriage“ |
| 2018       | Simpsonovi                                | Marge (hlas)                           | díl: „Návrat z ráje“ |
| 2019       | Animal Kingdom                            | Angela                                 | vedlejší role |